# Angeborene Kupferspeicherkrankheit des Hundes
Die Angeborenen Kupferspeicherkrankheiten des Hundes (Kupfertoxikosen) sind Erbkrankheiten des Hundes, die durch eine gestörte Ausscheidung von Kupfer gekennzeichnet sind. Am häufigsten liegt eine Mutation des Kupfertransportproteins ATP7B vor, was dem Morbus Wilson des Menschen entspricht. Aber auch andere genetische Defekte können zu einer Ansammlung von Kupfer in der Leber führen. Am häufigsten ist der Bedlington Terrier betroffen, solche Erkrankungen kommen aber auch bei anderen Rassen vor.

## Pathophysiologie
Kupfer zählt zu den lebenswichtigen Spurenelementen. Es wird im Dünndarm über Kupfertransportproteine (copper transporter 1, CTR-1) in das Blut überführt und gelangt über die Pfortader in die Leber. Hier wird es an Glutathion oder Metallothionein gebunden. Wird Kupfer im Organismus benötigt, wird es über das Transportprotein ATP7B in den Blutkreislauf entlassen. Überschüssiges Kupfer wird ebenfalls über ATP7B in die Galle ausgeschieden, hierbei spielt als Co-Faktor das copper metabolism domain containing protein 1 (COMMD1) eine Rolle.
Der häufigste Gendefekt betrifft das Gen für ATP7B („Wilson-Gen“), aber auch andere Metalltransporter wie ABCA12 können fehlerhaft sein und zu ähnlichen Erkrankungsbildern führen. Sie führen zu einer Ansammlung von Kupfer im Zentrum der Leberläppchen und damit zu einer oxidativen Schädigung der Mitochondrien. Dadurch entsteht eine chronisch-aktive Hepatitis, die schließlich in eine Leberzirrhose übergeht. Gelegentlich kommt es auch zu einer akuten Lebernekrose mit Freisetzung von Kupfer in die Blutbahn und dadurch verursachter Hämolyse.

## Klinik

### Signalement

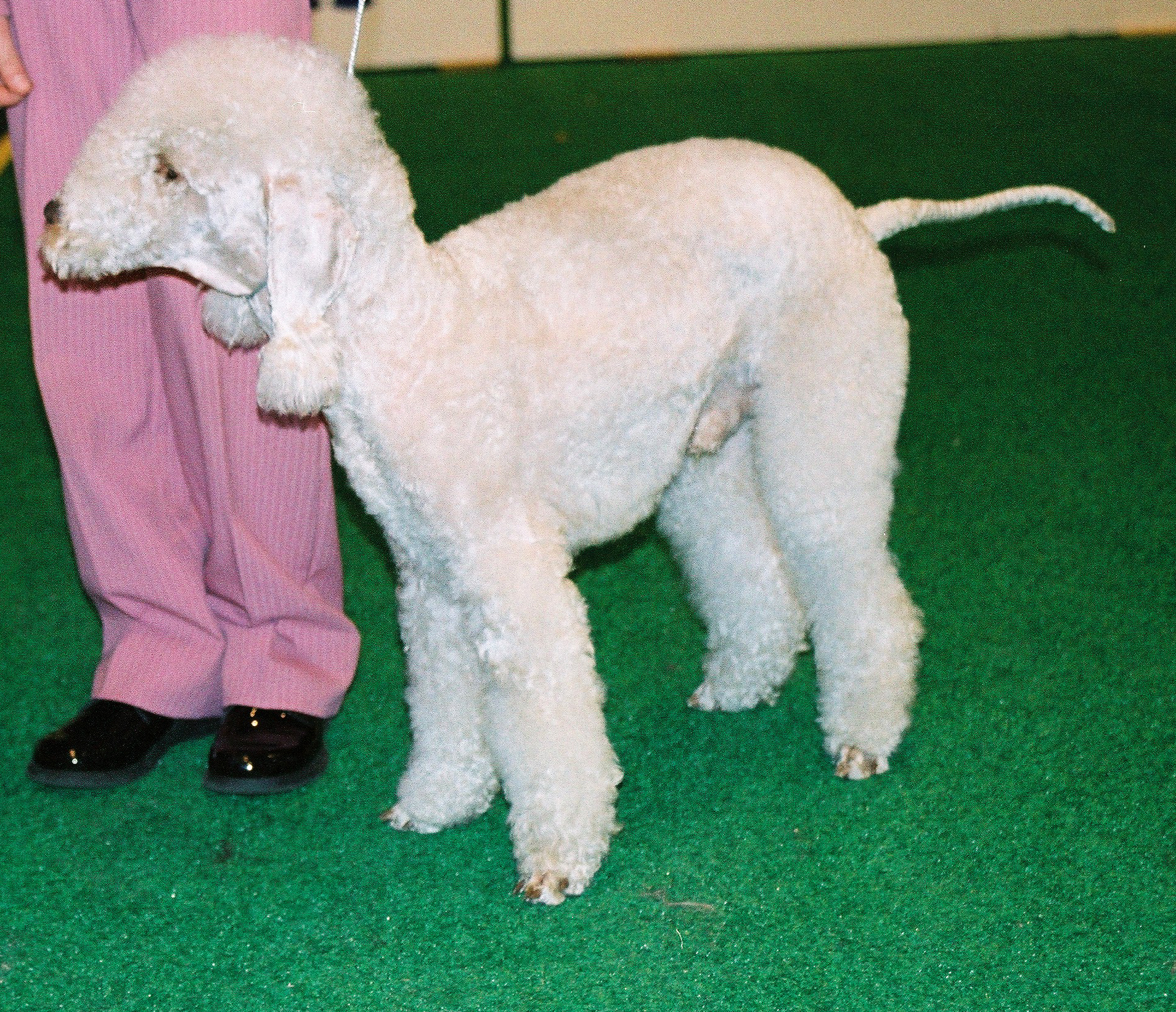
Kupfertoxikose wurde zuerst beim Bedlington Terrier beschrieben

Symptome können prinzipiell in jedem Alter auftreten; vorgestellt werden aber meist mittelalte Hunde der Rassen Bedlington Terrier, Skye Terrier, West Highland White Terrier und Dobermann, wobei die Erkrankung beim Bedlington Terrier proportional am häufigsten auftritt. Fälle sind auch bei anderen Rassen beschrieben, darunter Dalmatiner, Keeshond und Labrador Retriever.

### Symptome
Die Symptome variieren je nach Krankheitsverlauf. Bei der chronischen Form steht langsam fortschreitender Leistungsverlust und Abmagerung im Vordergrund, daneben kann Ikterus vorhanden sein. Typisch ist eine verkleinerte Leber; auch hepatische Enzephalopathie kann auftreten. Bei akuter Lebernekrose mit Hämolyse kommt es akut zu Erbrechen, Anorexie und Depression.

### Diagnose
Neben den üblichen Zeichen für ein akutes oder chronisches Leberproblem wird die Diagnose durch eine Leberbiopsie gestellt, bei der eine stark erhöhte Kupferkonzentration im Gewebe festgestellt werden kann. Der Normalwert liegt unter 400 µg/g, eine Leberschädigung tritt bei Werten über 2000 ppm auf. Nach neueren Untersuchungen kann auch der Kupfer-Zink-Quotient im Urin ein brauchbares Kriterium zu sein.
Für die COMMD1-assoziierte Kupfertoxikose des Bedlington Terriers existiert ein DNA-Markertest, der ebenfalls zur Diagnose geeignet ist.

### Therapie und Prognose
Die Therapie ist symptomatisch und besteht in einer geeigneten kupferreduzierten Diät in Verbindung mit Chelation des Kupfers mit D-Penicillamin oder Trientin, die eine Ausscheidung über die Nieren ermöglicht. Durch die Zugabe von Zink zum Futter wird die Bildung von Metallothionein im Darm angeregt, welches Kupfer bindet und die Aufnahme in das Portalblut unterbindet. Daneben werden Hepatitis und Zirrhose je nach Schweregrad ebenfalls behandelt.
Die Prognose bei akuter Lebernekrose und Hämolyse sowie bei Hunden mit Leberzirrhose ist schlecht. Hunde mit leichtem bis mittelgradigem Leberversagen haben eine mäßig gute Prognose. Beim Bedlington-Terrier kann die Reduzierung des Kupfergehalts in der Leber innerhalb von sechs Monaten gelingen, bei anderen Rassen auch schneller. Bei einer Diagnose vor dem Auftreten von Hepatitis ist die Prognose gut. Die Therapiekontrolle erfolgt durch Leberbiospsien.

## Genetik und Zuchthygiene
Die Krankheit ist beim Bedlington Terrier als einfach autosomal rezessiv beschrieben, wobei wie erwähnt ein DNA-Test zur Verfügung steht, mittels dessen auch klinisch gesunde Träger erkannt werden können. Es ist unklar, inwieweit dieser Test auch auf andere Rassen anwendbar ist. Wird bei einem nicht-Bedlington-Hund Kupfertoxikose diagnostiziert, ist zu empfehlen, seine Verwandten einer Leberbiopsie zu unterziehen, um bei diesen gegebenenfalls präventive Maßnahmen einleiten zu können. Ohne DNA-Test wird empfohlen, Eltern, Nachkommen der ersten Generation und Vollgeschwister eines Kupfertoxikose-Hundes von der Zucht auszuschließen.